# Lista de municípios fronteiriços do Brasil por PIB per capita
Este anexo contém uma lista de Produto Interno Bruto (PIB) per capta municipais fronteiriços do Brasil. A lista é ocupada pelos maiores municípios fronteiriços do Brasil em relação ao Produto Interno Bruto (PIB) per capta a preços correntes em 2009, segundo o Instituto Brasileiro de Geografia e Estatística (IBGE). A cidade fronteiriça com maior pib per capta do Brasil é Garruchos (RS), com PIB per capta de mais de R$ 62 mil reais e em seguida vêm Itapiranga (Santa Catarina), com mais de R$ 32 mil. Pimenteiras do Oeste (RO), Barra do Quaraí (RS), Corumbá (MS), Aceguá e Chuí (ambas as últimas também do RS) vem em seguida com PIB per capta de mais de 25 mil reais cada. O estado com mais presenças de cidades na lista é o Rio Grande do Sul, o mais rico também em números absolutos. Abaixo a relação de todos os PIBs municipais fronteiriços do Brasil. A única capital de estado presente na lista é Porto Velho, capital de Rondônia, que aparece em negrito na posição 19.

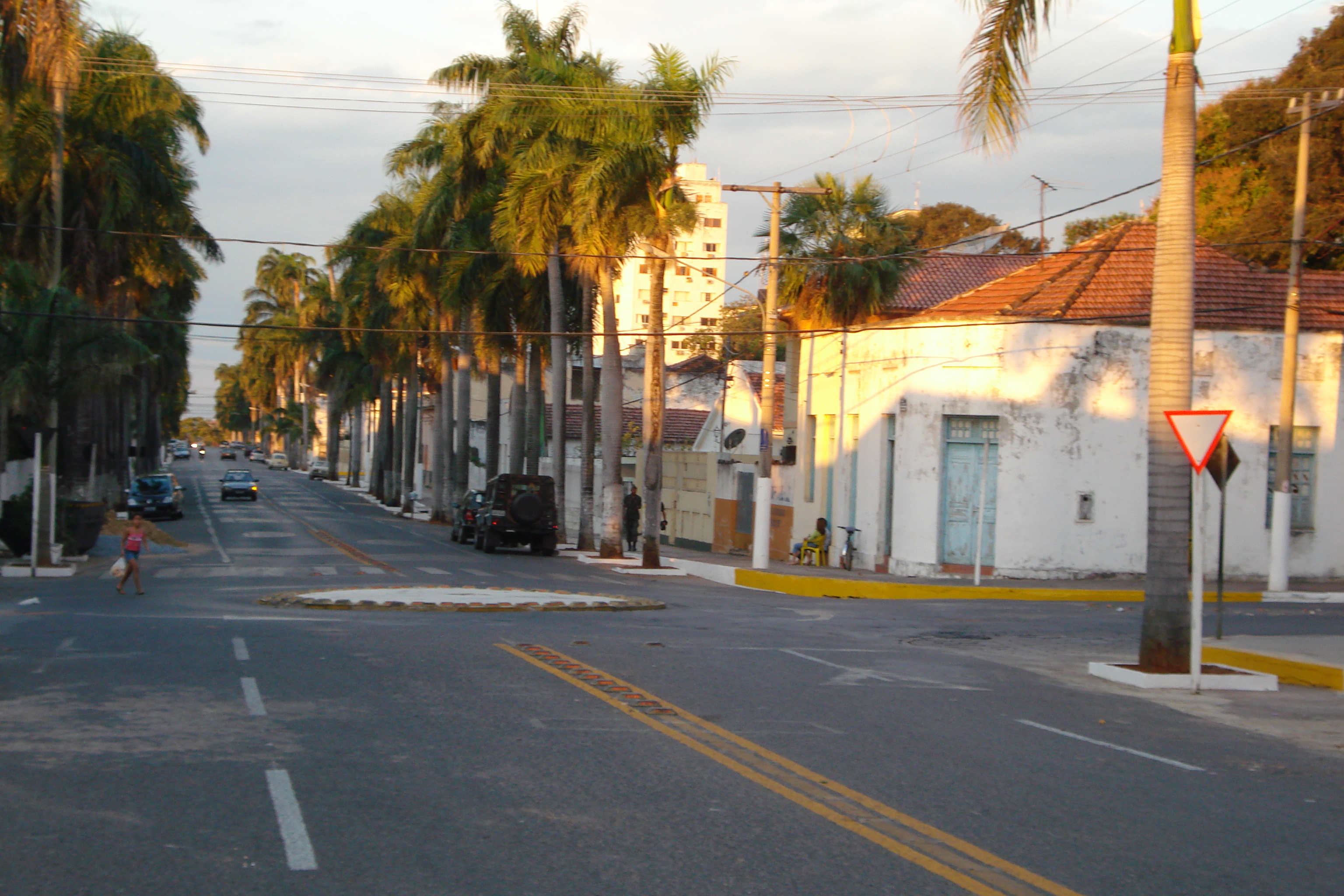
Corumbá, maior cidade pantaneira, possui o quinto maior pib per capta fronteiriço do Brasil.

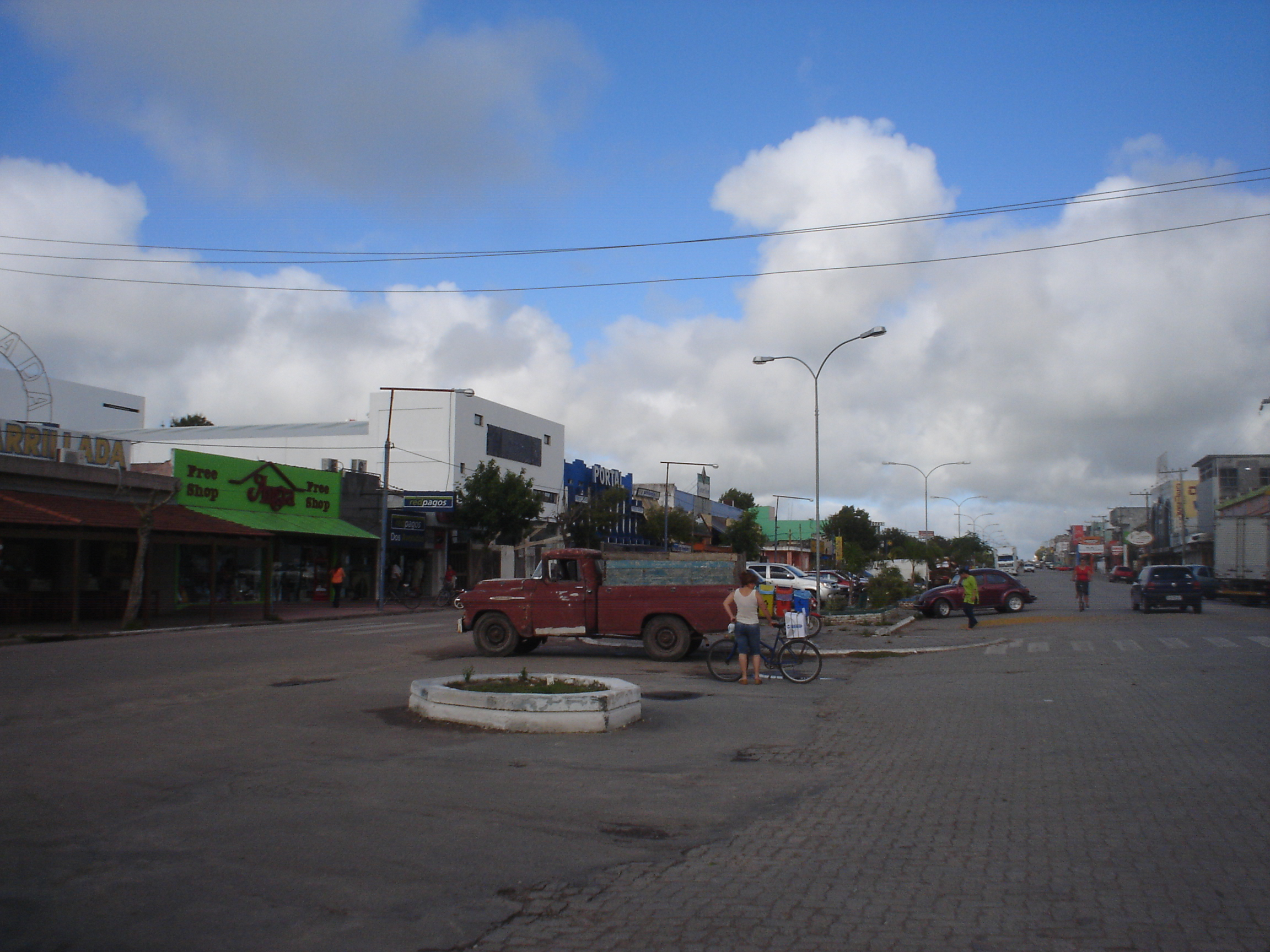
Chuí, cidade do estado do Rio Grande do Sul, possui o sétimo maior pib per capta fronteiriço do Brasil.

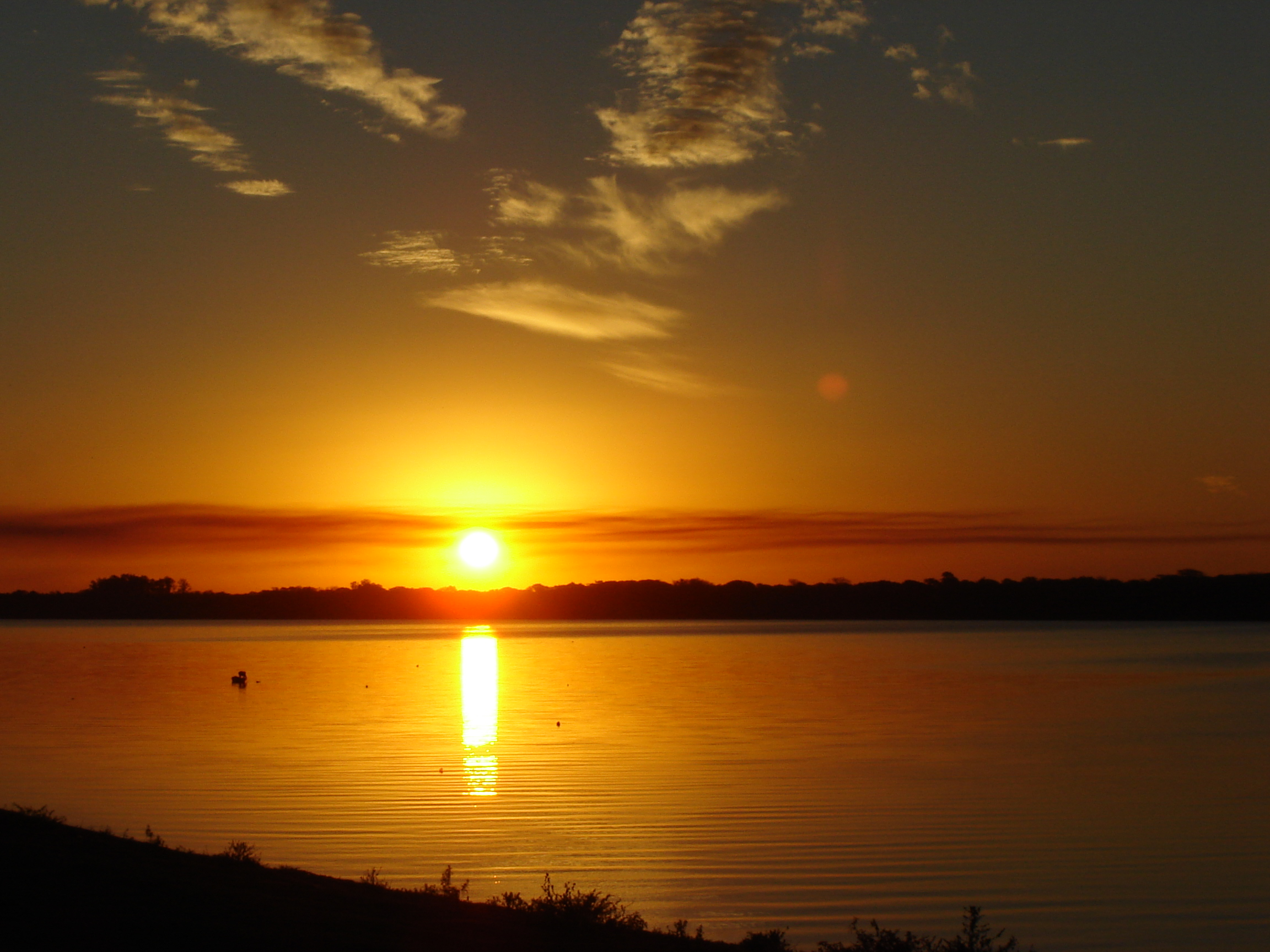
Itaqui, cidade do estado do Rio Grande do Sul, possui o nono maior pib per capta fronteiriço do Brasil.

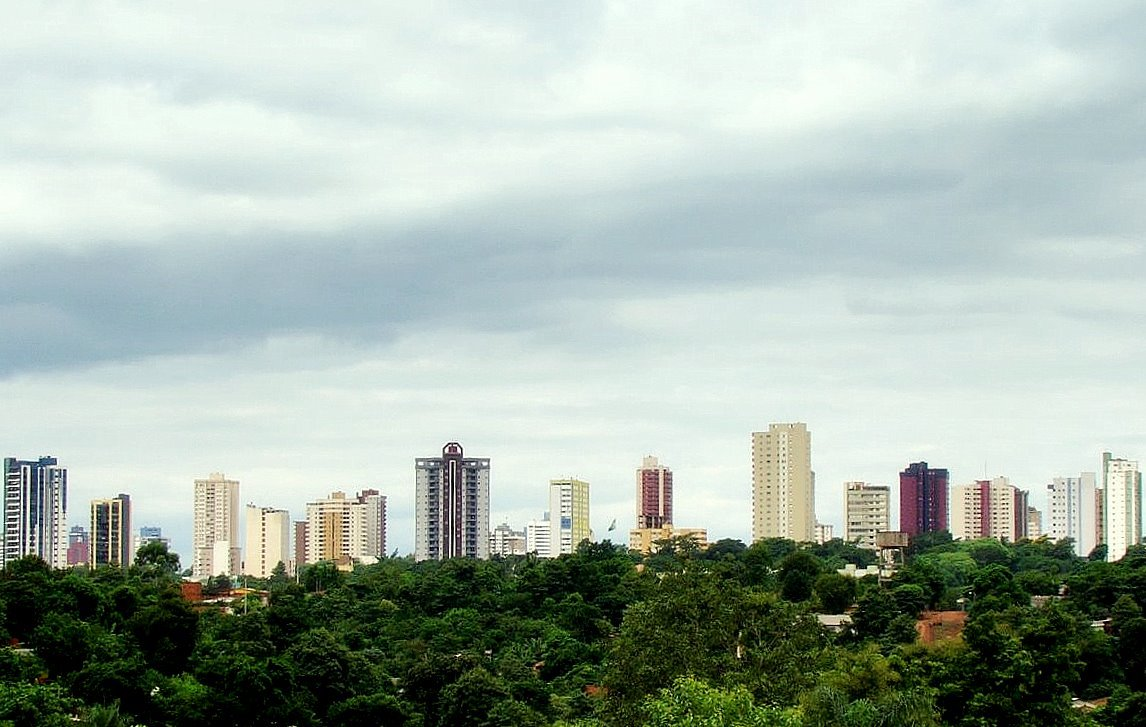
Foz do Iguaçu, cidade do estado do Paraná, possui o décimo maior pib per capta fronteiriço do Brasil.

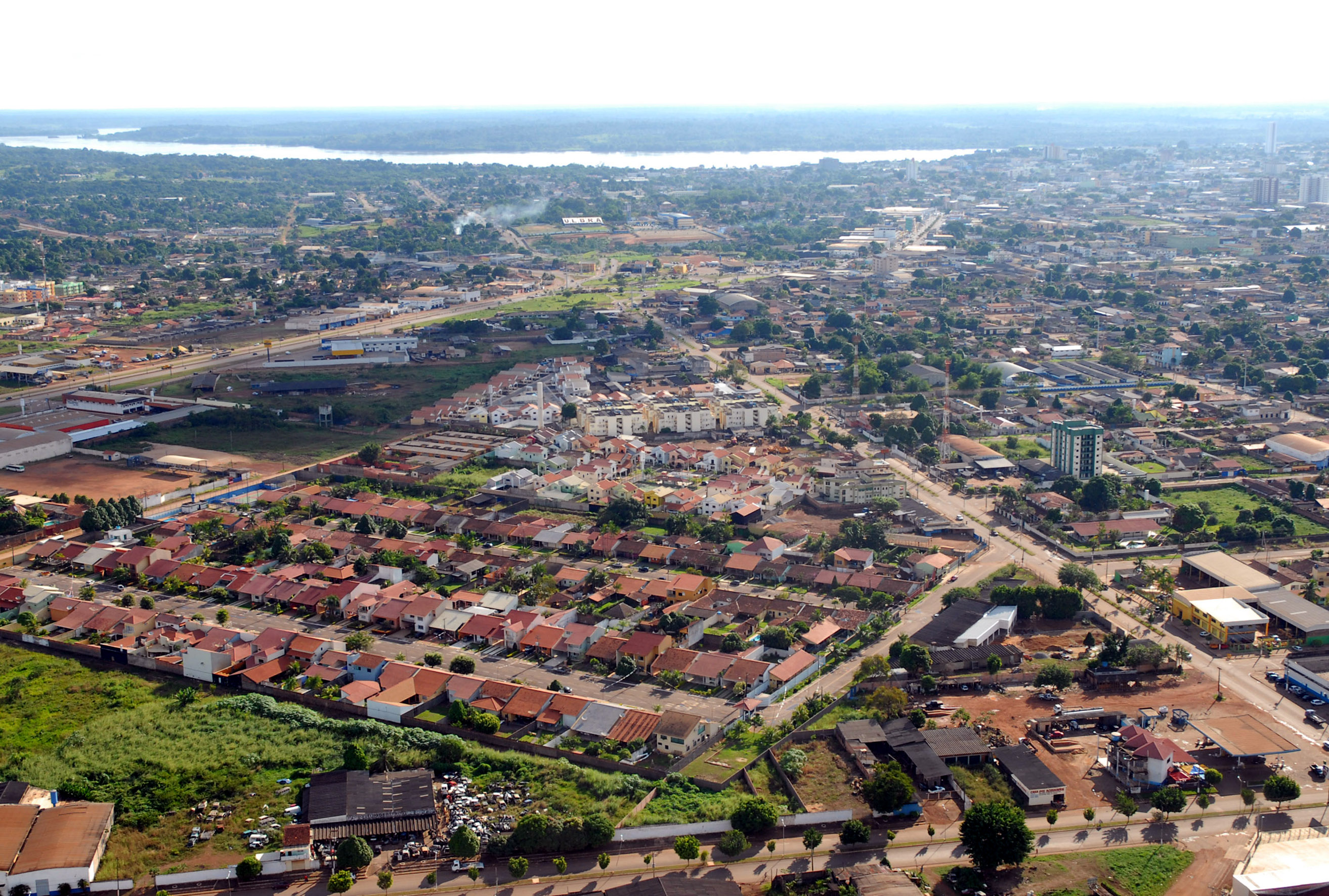
Porto Velho, capital do estado de Rondônia, possui o décimo nono maior pib per capta fronteiriço do Brasil.

| Posição | Município                        | Estado             | PIB (R$) |
| ------- | -------------------------------- | ------------------ | -------- |
| 1       | Garruchos                        | Rio Grande do Sul  | 62192,69 |
| 2       | Itapiranga                       | Santa Catarina     | 32036,22 |
| 3       | Pimenteiras do Oeste             | Rondônia           | 28557,41 |
| 4       | Barra do Quaraí                  | Rio Grande do Sul  | 27914,01 |
| 5       | Corumbá                          | Mato Grosso do Sul | 27300,58 |
| 6       | Aceguá                           | Rio Grande do Sul  | 26455,19 |
| 7       | Chuí                             | Rio Grande do Sul  | 25641,13 |
| 8       | Aral Moreira                     | Mato Grosso do Sul | 21494,02 |
| 9       | Itaqui                           | Rio Grande do Sul  | 21318,50 |
| 10      | Foz do Iguaçu                    | Paraná             | 20613,46 |
| 11      | Marechal Rondon                  | Paraná             | 18935,36 |
| 12      | São Borja                        | Rio Grande do Sul  | 18377,70 |
| 13      | São José do Cedro                | Santa Catarina     | 18277,24 |
| 14      | Pedras Altas                     | Rio Grande do Sul  | 18160,53 |
| 15      | Uruguaiana                       | Rio Grande do Sul  | 18016,57 |
| 16      | Antônio João                     | Mato Grosso do Sul | 17672,79 |
| 17      | Dom Pedrito                      | Rio Grande do Sul  | 17543,84 |
| 18      | Barracão                         | Paraná             | 17423,08 |
| 19      | Porto Velho                      | Rondônia           | 17260,03 |
| 20      | São Miguel do Iguaçu             | Paraná             | 17113,14 |
| 21      | Dionísio Cerqueira               | Santa Catarina     | 16633,46 |
| 22      | Doutor Maurício Cardoso          | Rio Grande do Sul  | 16182,95 |
| 23      | Entre Rios do Oeste              | Paraná             | 15671,18 |
| 24      | Cabixi                           | Rondônia           | 15620,43 |
| 25      | Mercedes                         | Paraná             | 15561,33 |
| 26      | Pranchita                        | Paraná             | 15255,69 |
| 27      | Porto Murtinho                   | Mato Grosso do Sul | 14677,58 |
| 28      | Serranópolis do Iguaçu           | Paraná             | 14617,84 |
| 29      | Oriximiná                        | Pará               | 14519,90 |
| 30      | Capanema                         | Paraná             | 14024,01 |
| 31      | Santa Vitória do Palmar          | Rio Grande do Sul  | 14000,36 |
| 32      | Caracol                          | Mato Grosso do Sul | 13982,10 |
| 33      | Santa Helena                     | Santa Catarina     | 13734,38 |
| 34      | Tunápolis                        | Santa Catarina     | 13646,63 |
| 35      | Alto Alegre dos Parecis          | Rondônia           | 13540,61 |
| 36      | Vila Bela da Santíssima Trindade | Mato Grosso        | 13334,37 |
| 37      | Novo Machado                     | Rio Grande do Sul  | 13319,25 |
| 38      | Jaguarão                         | Rio Grande do Sul  | 12915,26 |
| 39      | Porto Xavier                     | Rio Grande do Sul  | 12837,24 |
| 40      | Guaraciaba                       | Santa Catarina     | 12797,74 |
| 41      | Alta Floresta D'Oeste            | Rondônia           | 12554,79 |
| 42      | São Francisco do Guaporé         | Rondônia           | 12406,28 |
| 43      | Acrelândia                       | Acre               | 12345,40 |
| 44      | Porto Mauá                       | Rio Grande do Sul  | 12343,62 |
| 45      | Derrubadas                       | Rio Grande do Sul  | 12306,22 |
| 46      | Princesa                         | Santa Catarina     | 12283,10 |
| 47      | Comodoro                         | Mato Grosso        | 12233,70 |
| 48      | Guajará-Mirim                    | Rondônia           | 12018,52 |
| 49      | Santa Helena                     | Paraná             | 11892,12 |
| 50      | Itaipulândia                     | Paraná             | 11756,42 |
| 51      | Roque Gonzales                   | Rio Grande do Sul  | 11634,56 |
| 52      | Porto Esperidião                 | Mato Grosso        | 11498,13 |
| 53      | Rodrigues Alves                  | Acre               | 11379,61 |
| 54      | Iracema                          | Roraima            | 11378,44 |
| 55      | Plácido de Castro                | Acre               | 11209,79 |
| 56      | Belmonte                         | Santa Catarina     | 11195,14 |
| 57      | Crissiumal                       | Rio Grande do Sul  | 11149,65 |
| 58      | Almeirim                         | Pará               | 11065,45 |
| 59      | Paraíso                          | Santa Catarina     | 11058,13 |
| 60      | Guaíra                           | Paraná             | 11047,38 |
| 61      | Oiapoque                         | Amapá              | 10995,17 |
| 62      | Pato Bragado                     | Paraná             | 10971,47 |
| 63      | Ponta Porã                       | Mato Grosso do Sul | 10817,42 |
| 64      | Porto Vera Cruz                  | Rio Grande do Sul  | 10804,73 |
| 65      | Bandeirante                      | Santa Catarina     | 10627,75 |
| 66      | Mundo Novo                       | Mato Grosso do Sul | 10615,59 |
| 67      | Sant'Ana do Livramento           | Rio Grande do Sul  | 10441,20 |
| 68      | Bonfim                           | Roraima            | 10361,46 |
| 69      | Quaraí                           | Rio Grande do Sul  | 10281,15 |
| 70      | Sena Madureira                   | Acre               | 10273,63 |
| 71      | Caroebe                          | Roraima            | 10214,31 |
| 72      | Nova Mamoré                      | Rondônia           | 10137,44 |
| 73      | Pacaraima                        | Roraima            | 10134,77 |
| 74      | Bagé                             | Rio Grande do Sul  | 10072,98 |
| 75      | Alto Alegre                      | Roraima            | 9993,26  |
| 76      | Esperança do Sul                 | Rio Grande do Sul  | 9955,16  |
| 77      | Normandia                        | Roraima            | 9912,17  |
| 78      | Planalto                         | Paraná             | 9908,71  |
| 79      | Pirapó                           | Rio Grande do Sul  | 9799,36  |
| 80      | Cáceres                          | Mato Grosso        | 9772,28  |
| 81      | Herval                           | Rio Grande do Sul  | 9770,95  |
| 82      | Brasiléia                        | Acre               | 9634,34  |
| 83      | Capixaba                         | Acre               | 9588,96  |
| 84      | Bela Vista                       | Mato Grosso do Sul | 9459,52  |
| 85      | Alecrim                          | Rio Grande do Sul  | 9454,85  |
| 86      | São Nicolau                      | Rio Grande do Sul  | 9219,62  |
| 87      | Pérola d'Oeste                   | Paraná             | 9192,85  |
| 88      | Epitaciolândia                   | Acre               | 9114,25  |
| 89      | Tiradentes do Sul                | Rio Grande do Sul  | 9106,45  |
| 90      | Porto Lucena                     | Rio Grande do Sul  | 8887,35  |
| 91      | Cruzeiro do Sul                  | Acre               | 8887,19  |
| 92      | Caracaraí                        | Roraima            | 8881,80  |
| 93      | Poconé                           | Mato Grosso        | 8819,09  |
| 94      | Amajari                          | Roraima            | 8627,14  |
| 95      | Assis Brasil                     | Acre               | 8538,91  |
| 96      | Costa Marques                    | Rondônia           | 8307,88  |
| 97      | Manoel Urbano                    | Acre               | 8191,70  |
| 98      | Laranjal do Jari                 | Amapá              | 8004,62  |
| 99      | Santo Antônio do Sudoeste        | Paraná             | 7918,13  |
| 100     | Bom Jesus do Sul                 | Paraná             | 7873,61  |
| 101     | Marechal Thaumaturgo             | Acre               | 7648,47  |
| 102     | Sete Quedas                      | Mato Grosso do Sul | 7594,91  |
| 103     | Feijó                            | Acre               | 7418,15  |
| 104     | Porto Walter                     | Acre               | 7276,38  |
| 105     | Mâncio Lima                      | Acre               | 6991,66  |
| 106     | Uiramutã                         | Roraima            | 6734,20  |
| 107     | Santa Rosa do Purus              | Acre               | 6445,89  |
| 108     | Jordão                           | Acre               | 6391,59  |
| 109     | Paranhos                         | Mato Grosso do Sul | 6171,00  |
| 110     | Coronel Sapucaia                 | Mato Grosso do Sul | 6041,21  |
| 111     | Japurá                           | Amazonas           | 6025,18  |
| 112     | Japorã                           | Mato Grosso do Sul | 5076,51  |
| 113     | São Gabriel da Cachoeira         | Amazonas           | 4823,81  |
| 114     | Guajará                          | Amazonas           | 4242,32  |
| 115     | Óbidos                           | Pará               | 4239,15  |
| 116     | Tabatinga                        | Amazonas           | 4226,68  |
| 117     | Benjamin Constant                | Amazonas           | 3742,59  |
| 118     | Atalaia do Norte                 | Amazonas           | 3710,72  |
| 119     | Santo Antônio do Içá             | Amazonas           | 3097,53  |
| 120     | Santa Isabel do Rio Negro        | Amazonas           | 3077,14  |
| 121     | Barcelos                         | Amazonas           | 3058,53  |